# جبل هاردينغ
جبل هاردينج؛ (بالإنجليزية: Harding Mountain)‏ ارتفاعه 7,173 قدم (2,190 م) قمة جبلية تقع في مقاطعة تشيلان بولاية واشنطن. إنها سابع أعلى نقطة في جبال شمال ويناتشي. يقع جبل هاردينج داخل منطقة بحيرات جبال الألب البرية، 5.35 ميل (8.61 كـم) شمال غرب جبل ستيوارت و 4.1 ميل (6.6 كـم) غرب جبل إيت مايل، على أرض تديرها غابة ويناتشي الوطنيّة. يصرف الجريان السّطحي لهطول الأمطار من القمة إلى روافد نهر إيسيكل كريك، والذي يعد بدوره أحد روافد نهر ويناتشي. تمّ تسمية هذا الجبل على اسم الرئيس وارن جي هاردينج من قبل ألبرت هيل سيلفستر.

## مناخ
تقع المنطقة المحيطة بجبل هاردينج شرق قمّة كاسكيد، وهي أكثر جفافًا قليلاً من المناطق الواقعة في الغرب. يمكن أن يجلب الصّيف درجات حرارة دافئة وعواصف رعدية بعض الأحيان. تنشأ معظم الجبهات الجوية في المحيط الهادئ، وتتجه شرقًا نحو جبال كاسكيد. باقتراب الجبهات، يتم دفعها للأعلى بسبب قمم سلسلة جبال كاسكيد، مما يتسبب في سقوط رطوبتها على شكل أمطار أو تساقط ثلوج على شلالات (المصعد الأوروغرافي). لذلك، فإنّ المنحدرات الشّرقية لسلسلة كاسكيدز تشهد هطول أمطار أقل من المنحدرات الغربية. خلال أشهر الشتاء، يكون الطقس غائمًا عادةً، ولكن بسبب أنظمة الضغط العالي فوق المحيط الهادئ والتي تشتد خلال أشهر الصّيف، غالبًا ما يكون هناك غطاء سحابي قليل أو معدوم خلال فصل الصيف.

## جيولوجيا
تتميز منطقة جبال البحيرات البرية ببعض من أكثر التضاريس وعورة في سلسلة جبال كاسكيد مع قمم وتلال صخرية وأودية جليدية عميقة وجدران من الجرانيت مرقطة بأكثر من سبعمئة بحيرة جبلية. خلقت الأحداث الجيولوجية التي حدثت منذ سنوات عديدة تضاريس متنوعة وتغيرات جذرية في الارتفاع على مدى سلسلة جبال كاسكيد مما أدّى لاختلافات مناخية مختلفة.
يعود تاريخ تكوين جبال كاسكيد إلى ملايين السّنين في أواخر العصر الأيوسيني. مع تجاوز صفيحة أمريكا الشمالية لصفيحة المحيط الهادئ، استمرت حلقات النشاط البركاني. بالإضافة لذلك، فإن أجزاء صغيرة من الغلاف الصخري المحيطي والقاري تسمى التضاريس خلقت الشلالات الشمالية منذ حوالي خمسين مليون سنة. جبل هاردينج هو جزء من جبل ستيوارت باثوليث.
خلال فترة العصر البليستوسيني التي يعود تاريخها إلى ما يزيد عن مليونيّ سنة مضت، جاب التّجلد الذي يتقدّم ويتراجع بشكل متكرّر المناظر الطّبيعية تاركًا رواسب من الحطام الصّخري. بدأ آخر تراجع جليدي في منطقة بحيرات جبال الألب منذ حوالي 14000 عام، وكان شمال الحدود الكنديّة الأمريكية منذ 10000 عام. إنّ المقطع العرضيّ على شكل حرف U لِوديان الأنهار هو نتيجة لهذا التّجلد الأخير. كان الارتفاع والتّصدع مع التجلد من العمليات السّائدة التي خلقت القمم الشّاهقة والوديان العميقة بمنطقة بحيرات جبال الألب البريّة.

## أنظر أيضا
- قائمة قمم جبال البحيرات البرية.
- جيولوجيا شمال غرب المحيط الهادئ.

## روابط خارجية
- جبل هاردينج: توقعات الطقس[وصلة مكسورة]
- سلاسل جبال ساحل المحيط الهادئ .